# جوناس كافين
جوناس كافين (بالفنلندية: Joonas Cavén) مواليد 9 يناير 1993 في نوكيا، هو لاعب كرة سلة فنلندي. بدأ مسيرته الاحترافية في سنة 2011. يلعب في الدوري الفنلندي لكرة السلة. يحمل الرقم 13. يبلغ طوله 6 قدم 11 بوصة (2.1 م). لعب مع نادي تامبيرين بيرينتو لكرة السلة وجوفينتوت بادالونا.

## روابط خارجية
- جوناس كافين على موقع الاتحاد الدولي لكرة السلة (الإنجليزية)
- جوناس كافين على موقع الدوري الإسباني لكرة السلة (الإسبانية)
- جوناس كافين على موقع كرة السلة الأوروبية.كوم (الإنجليزية)
- جوناس كافين على موقع ريلجم (الإنجليزية)
- جوناس كافين على موقع بروبوليرز (الإنجليزية)
- جوناس كافين على موقع سبورتس رفرنس (الإنجليزية)
- جوناس كافين على موقع سبورتس رفرنس (الإنجليزية)